# Ramatlabama
Ramatlabama (ou Ramatlhabama) é uma cidade e uma estação ferroviária 25 km (16 milhas) ao norte de Mafikeng, na província Noroeste na África do Sul. Ele está localizado na fronteira com o Botswana, e serve como um posto de fronteira para o transporte rodoviário e do tráfego ferroviário.  Na época do censo de 2001, Ramatlabama juntamente com o assentamento contíguo de Miga tinha uma população total de 1892.